# Fremantle Port Authority

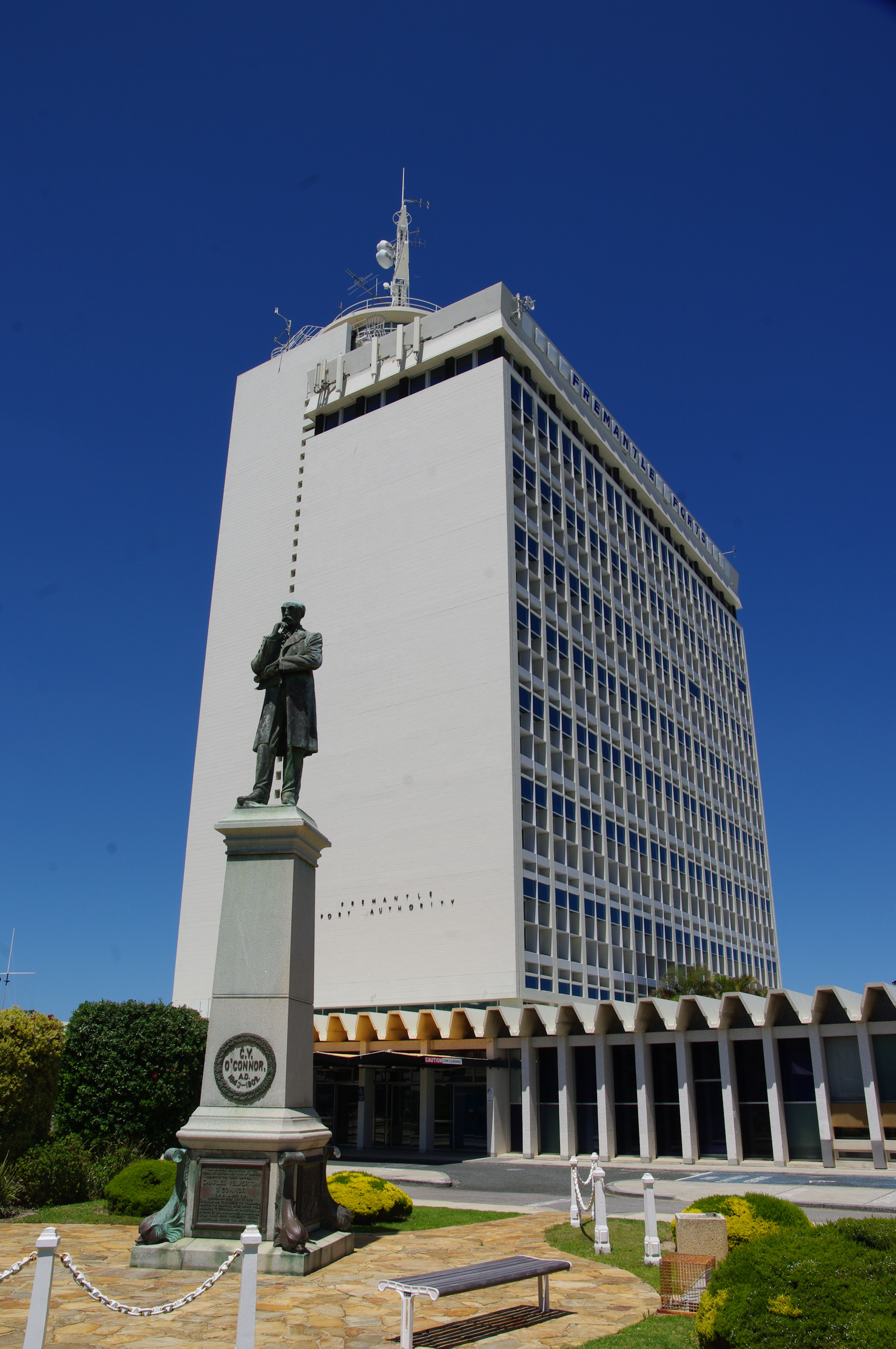
Verwaltungsgebäude der Fremantle Port Authority, davor Statue von Charles O’Connor

Die Organisation Fremantle Port Authority, auch bekannt unter der Kurzbezeichnung Fremantle Ports, ist die für den Betrieb des Hafens der westaustralischen Stadt Fremantle zuständige Behörde.

## Hafenverwaltung
Im Jahr 1829, als die englische Kolonie am Swan River entstand,  wurde sogleich die Position des Hafenmeisters von Fremantle (Fremantle Harbour Master) geschaffen. Zuerst konnten die Hochseeschiffe nur an einer langen, in das offene Meer hinaus gebauten Mole anlegen, bevor 1897 der neue, vom Hafeningenieur Charles O’Connor geplante Hafen bei Fremantle eröffnet wurde. Auf beiden Flussseiten errichtete die Hafenbehörde je einen Leuchtturm. Ab 1880 lautete die Bezeichnung des Hafenverantwortlichen «Chief Harbour Master of Fremantle».   Von 1886 bis 1902 hatte Captain Charles Russell diese Position inne. Im Jahr 1900 bestimmte die englische Postverwaltung den Hafen von Fremantle zur neuen Anlegestelle der Postdampfschiffe von England.

### Fremantle Harbour Trust
Im Jahr 1903 wurde für die Führung der Hafenverwaltung eine neue Behörde unter der Bezeichnung Fremantle Harbour Trust geschaffen. Sie bestand aus fünf Mitgliedern, von denen drei durch den Gouverneur von Westaustralien und die beiden übrigen durch die Handelskammer von Fremantle bzw. die Handelskammer von Perth eingesetzt wurden. Die Behörde nahm ihre Tätigkeit am 5. Januar 1903 im Dalgety Building auf. Zu dieser Zeit amtierte W. Leslie als Hafeningenieur und Captain Irvine als Hafenmeister. 1907 wurde in der Nähe des Hafens der neue Bahnhof von Fremantle eingeweiht.

### Fremantle Port Authority
Die Verwaltungsform des Fremantle Harbour Trust wurde im Jahr 1964 durch die neue Fremantle Port Authority abgelöst. Die Hafenbehörde ist zuständig für den Ausbau der Hafenanlagen, die Organisation des Betriebs im Hafen, die Abwicklung und Sicherung des Schiffsverkehrs und den Betrieb der Leuchttürme in ihrem Bereich.